# Pacifier
Pour les articles homonymes, voir Pacifier (homonymie).
Pacifier est le cinquième album studio du groupe rock Shihad. Lancé en 2002 alors que le groupe avait adopté le nom Pacifier, cet album s’est classé au 1er rang de la charte du RIANZ et est le deuxième album du groupe à avoir reçu la certification Platium en Nouvelle-Zélande avec plus de 15 000 copies vendues. Malgré son succès, cet album a encore une fois failli à faire percer le groupe aux États-Unis.
Le groupe, et son chanteur Jon Toogood en particulier, ont depuis montré leur mécontentement envers l’album, le traitant de “surproduit” et de “merde --- qui aurait été le mauvais album pour y aller fort sur.”
Cet album comprend des performances de Scott Weiland (Stone Temple Pilots et Velvet Revolver) et DJ Lethal (Limp Bizkit et House of Pain) sur la chanson "Coming Down".
L’album a été produit par Josh Abraham, du succès de Thirty Seconds to Mars, Michelle Branch et Weezer
Une version de cet album comprend le disque boni "Weapons of Mass Destruction" et une autre version contient un disque boni comprenant des chansons acoustiques live de chansons de "Helen Young Sessions".

## Pistes
| No  | Titre             | Durée |
| --- | ----------------- | ----- |
| 1.  | Comfort Me        |       |
| 2.  | Semi-Normal       |       |
| 3.  | Run               |       |
| 4.  | Everything        |       |
| 5.  | Stranger          |       |
| 6.  | Home              |       |
| 7.  | Nothing           |       |
| 8.  | Bullitproof (sic) |       |
| 9.  | Walls             |       |
| 10. | Just a Shadow     |       |
| 11. | Trademark         |       |
| 12. | Coming Down       |       |

## Disque boni

### Weapons of Mass Destruction
| No | Titre          | Durée |
| -- | -------------- | ----- |
| 1. | Toxic Shock    |       |
| 2. | Early Grave    |       |
| 3. | Analizer       |       |
| 4. | The Wrong Idea |       |
| 5. | Really Glad    |       |

### Helen Young Sessions
| No | Titre               | Durée |
| -- | ------------------- | ----- |
| 1. | Run                 |       |
| 2. | Weight of the World |       |
| 3. | Coming Down         |       |
| 4. | Brightest Star      |       |
| 5. | Walls               |       |
| 6. | Home                |       |